# Robert Benchley
Robert Charles Benchley (Worcester, 15 settembre 1889 – New York, 21 novembre 1945) è stato un giornalista, attore e sceneggiatore statunitense.

## Biografia
Famoso per il suo pungente umorismo, lavorò come giornalista per importanti riviste come Vanity Fair e The New Yorker. Intimo amico della scrittrice Dorothy Parker, negli anni venti e trenta fu tra gli animatori del circolo letterario chiamato Algonquin Round Table. Attivo anche come attore e sceneggiatore cinematografico, nel 1935 vinse il premio Oscar per il cortometraggio comico How to Sleep (da lui scritto, diretto e interpretato).

## Riconoscimenti
Per il suo contributo all'industria cinematografica, gli venne assegnata una stella sulla Hollywood Walk of Fame al 1724 di Vine Street.

## Filmografia parziale

### Attore
- La danza di Venere (Dancing Lady), regia di Robert Z. Leonard (1933)
- Social Register, regia di Marshall Neilan (1934)
- Sui mari della Cina (China Seas), regia di Tay Garnett (1935)
- Jim di Piccadilly (Piccadilly Jim), regia di Robert Z. Leonard (1936)
- Follie di Broadway 1938 (Broadway Melody of 1938), regia di Roy Del Ruth (1938)
- Il prigioniero di Amsterdam (Foreign Correspondent), regia di Alfred Hitchcock (1940)
- T'amerò follemente (Hired Wife), regia di William A. Seiter (1940)
- Una ragazza per bene (Nice Girl?), regia di William A. Seiter (1941)
- L'inarrivabile felicità (You'll Never Get Rich), regia di Sidney Lanfield (1941)
- Accadde una sera (Bedtime Story), regia di Alexander Hall (1941)
- Segretario a mezzanotte (Take a Letter, Darling), regia di Mitchell Leisen (1942)
- Stella nel cielo (Syncopation), regia di William Dieterle (1942)
- Frutto proibito (The Major and the Minor), regia di Billy Wilder (1942)
- Ho sposato una strega (I Married a Witch), regia di René Clair (1942)
- Quando eravamo giovani (Young and Willing), regia di Edward H. Griffith (1943)
- Non ti posso dimenticare (The Sky's the Limit), regia di Edward H. Griffith (1943)
- Il carnevale della vita (Flesh and Fantasy), regia di Julien Duvivier (1943)
- Song of Russia, regia di Gregory Ratoff (1944)
- Sinceramente tua (Practically Yours), regia di Mitchell Leisen (1944)
- Tutti pazzi (It's in a Bag!), regia di Richard Wallace (1945)
- Non parlare, baciami (Kiss and Tell), regia di Richard Wallace (1945)
- Grand hotel Astoria (Week-End at the Waldorf), regia di Robert Z. Leonard (1945)
- I cercatori d'oro (Road to Utopia), regia di Hal Walker (1946)
- Non c'è due... senza tre (The Bride Wore Boots), regia di Irving Pichel (1946)

### Sceneggiatore
- A Social Celebrity, regia di Malcolm St. Clair – titoli (1926)
- Il prigioniero di Amsterdam (Foreign Correspondent), regia di Alfred Hitchcock – dialoghi (1940)